# Kádár Tamás (labdarúgó)
Kádár Tamás (Veszprém, 1990. március 14. –) magyar válogatott labdarúgó, az MTK Budapest játékosa, közép- és balhátvéd poszton játszik.
Az általános iskolától kezdve aktívan sportolt több sportágban is. A veszprémi Báthory István Általános Iskola színeiben sikereket ért el kézilabdában, atlétikában és labdarúgásban. Kézilabdában kétszeres korosztályos országos bajnok (a másodikat már középiskolásként szerezte).
A labdarúgás alapjaival a Zalaegerszegi TE utánpótlás csapataiban ismerkedett meg, és az első osztályban is itt mutatkozott be. Tehetségével hamar kitűnt, és mindössze 14 élvonalbeli bajnoki mérkőzéssel a háta mögött Angliába, a Premier League-ben szereplő Newcastle Unitedhez szerződött. 1,2 millió eurós átigazolási díjat fizettek érte, ezzel mind a mai napig a legdrágább magyar védő.
Mielőtt klubja kölcsönadta volna a másodosztályú Huddersfield Town-nak, többször is leülhetett a Szarkák kispadjára bajnokin, de ott csak később, már a Championshipben mutatkozott be. A 2009–2010-es idény végén itt bajnoki címet és feljutást ünnepelhetett, majd a több játéklehetőség miatt Hollandiába igazolt. A Roda csapatánál eltöltött időt követően hazatért, a Diósgyőri VTK-val kupadöntős és Ligakupa-győztes lett. Ekkor már stabil válogatottnak számított, így 2015-ben újra külföldön, a Lech Poznańnál folytatta pályafutását, ahol bajnok és szuperkupa-győztes lett, valamint játszott két (vesztes) kupadöntőt is.
Utánpótlás szinten is tagja volt korosztálya válogatottjának, bár a 2009-es U20-as vb-bronzról lemaradt. 2010-ben bemutatkozhatott a felnőtt válogatottban. Eddig 51 alkalommal húzta magára a címeres mezt, a 2016-os Európa-bajnokságon a magyar csapat egyik legjobbja volt, teljesítményével több klub érdeklődését is felkeltette.

## Pályafutása

### Klubcsapatokban

#### Zalaegerszegi TE
Mivel Veszprémben nem volt olyan sportlehetőségeket nyújtó iskola, mint amilyet szeretett volna, így Zalaegerszegre költözött és a Ganz Ábrahám és Munkácsy Mihály Szakközépiskola és Szakiskola gépész tanulója lett. Ekkor került a ZTE-hez is. 2004-től a serdülő utánpótlás csapat tagja.
A 2005-ös idényt már mint az Ifi B kezdte, de mint az Ifi A tagja fejezte be. 2006-ban az U19-es korosztályban a kiemelt ifjúsági bajnokságban a bronzérmet szerezte meg ZTE-vel.
2006 nyarán került a felnőttcsapathoz, és egy ZTE–REAC Magyar kupa találkozón lépett először pályára a nagycsapatban. Első NB I-es mérkőzését a Vác ellen játszotta 2006. november 11-én, 16 évesen.

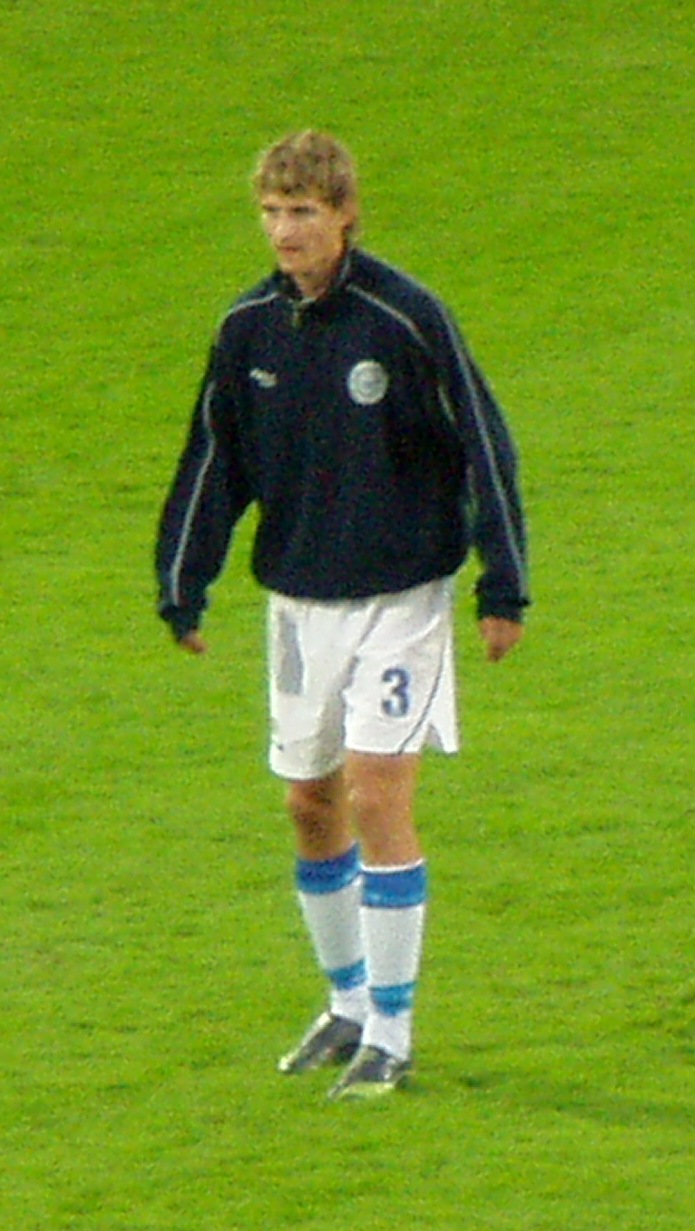
Kádár a ZTE edzésén

2007. január 17-én írta alá első, három évre szóló profi szerződését a ZTE-vel.
2007 júniusában próbajátékon járt az olasz Reggina Calcio csapatánál, de leigazolására nem került sor. Ennek egyik oka, hogy más külföldi csapatok is érdeklődésüket fejezték ki iránta.
Kezdőként játszott a Rubin Kazany ellen vívott Intertotó-kupa mérkőzéseken, igaz a másodikon 37 perc után lecserélték. Az első mérkőzés 78. percétől ő védte csapata kapuját, miután Martin Lipcakot kiállította Robert Schörgenhofer játékvezető.
Első gólját magyar bajnokin 2007. november 10-én szerezte az FC Sopron ellen.
Az őszi szezon végén egy-egy hétig a Bolton, majd a Newcastle United csapatánál volt próbajátékon. A Boltonban először az U18-as, majd az U19-es, végül a felnőtt csapat edzésén vett részt. Az utolsó alkalommal már a világhírű francia csatárt, Nicolas Anelkát kellett semlegesítenie. Newcastleben szintén a felnőttekkel edzhetett. Sam Allardyce, a Newcastle menedzsere elismerően nyilatkozott játékáról, és akár 650 ezer font (230 millió forint) körüli összeg kifizetését is valószínűsítették angliai források.

#### Newcastle United
A sikeres próbajáték eredményeként 2008. január 18-án sajtótájékoztató keretében jelentette be Nagy Ferenc, a ZTE elnöke, hogy 4,5 évre leigazolta őt a Newcastle United. Az átigazolási díjat nem hozták nyilvánosságra, de mindenképp ő lett a legdrágább ZTE-játékos. Egyes források szerint nála többet még egyetlen magyar védőjátékosért sem fizettek. Az index.hu információi szerint az összeg elérte az 1,2 millió eurót (312 millió forintot). Kádár így nyilatkozott a klubváltásról: „Őszintén mondom, számítottam arra, hogy mindez bekövetkezik, de azt álmomban sem gondoltam volna, hogy ilyen hamar. Még 18 éves sem vagyok, és egy Premier League klub szerződtetett, amit nagyon nehéz felfogni.”
Első edzésén január 21-én vett részt, másnap pedig már kezdőként pályára is lépett a Middlesbrough ellen 5–0-ra megnyert tartalék-bajnoki mérkőzésen. A 6-os számú mezt viselte és 69 percet töltött a pályán. A mérkőzés után a csapat hivatalos honlapján elismerően írtak játékáról. Ezután – térdsérülése miatt nyártól október végig rehabilitációra szorult – a tartalékok alapemberévé vált, edzője a balhátvéd vagy a bal belső védő posztján számított játékára.
2008. április 24-én végig pályán volt a Blyth Spartans ellen büntetőpárbajjal megnyert Northumberland Senior Cup döntőjében. Kádár a Newcastle United honlapja szerint egy esetben a hazaiak csapatkapitányának durva hibáját követően, tökéletes ütemű közbelépésével góltól mentette meg csapatát, és a mezőny egyik legjobb teljesítményét nyújtotta. Ez volt élete első kupagyőzelme.
2008. december 28-án, a Liverpool ellen 5–1 arányban elvesztett mérkőzésen ült először a kispadon az angol Premier League-ben. Öt nappal később szintén a kispadon ülhetett a Hull City elleni angol kupamérkőzésen. Ezután még háromszor nevezték csereként a nagycsapat meccseire, de a Sunderland AFC ellen vívott idegenbeli 2–1-es győzelemmel végződött tartalék bajnoki találkozón egy szerelés közben eltört a sípcsontja.
A Newcastle kiesett az első osztályból, így a 2009–2010-es évadot már a Championshipben kezdték, itt Kádár is többször szóhoz jutott. Klubja nem engedte el az Egyiptomban megrendezett U20-as világbajnokságra, ahol a magyar válogatott bronzérmet szerzett.
A 2011–12-es szezonban egyre közelebb került arra, hogy bemutatkozzon a Premier Leauge-ben, Fabricio Coloccini és Steven Taylor sérülése miatt. 2012 januárjában csapatkapitányként lépett pályára a tartalék bajnokságban a Wigan Athletic FC ellen, a mérkőzésen végig a pályán volt. Kádár iránt a skót Kilmarnock FC érdeklődött (2011 nyarán is érdekeltséget mutattak) egy esetleges kölcsönszerződésről.

#### Huddersfield Town (Kölcsönben)
2011. január 10-én kölcsönben a Football League One-ban szereplő Huddersfield TFC csapatához igazolt, ahol egykori edzője, Lee Clark keze alá került, aki a Newcastle United csapatához vitte. 3–2-es győzelemmel debütált a Plymouth Argyle csapata ellen. Második bajnokiján a Walsall ellen sérülést szenvedett.

#### Roda
Miután sikeres próbajátékon vett részt a klubnál, 2012. augusztus 7-én aláírt a holland Eredivisiében szereplő Roda csapatához. A 2012–2013-as idényben 11 bajnokin lépett pályára, a több játéklehetőség miatt a hollandok kölcsönadták a Diósgyőri VTK-nak.

#### Diósgyőri VTK
2013. június 3-án végleg aláírt a miskolci klubhoz, miután a 2012–2013-as idény tavaszi szakaszában 13 bajnokin kapott lehetőséget. A következő egy, másfél év nagyszerűen sikerült számára, alapembernek számított klubcsapatában és a válogatottban is. A 2013–2014-es idényben Ligakupát nyert a miskolciakkal és pályára lépett a Magyar Kupa döntőjében is, igaz ott alulmaradtak az Újpesttel szemben. Több külföldi klub érdeklődését is felkeltette, végül a lengyel Lech Poznań szerződtette.

#### Lech Poznań

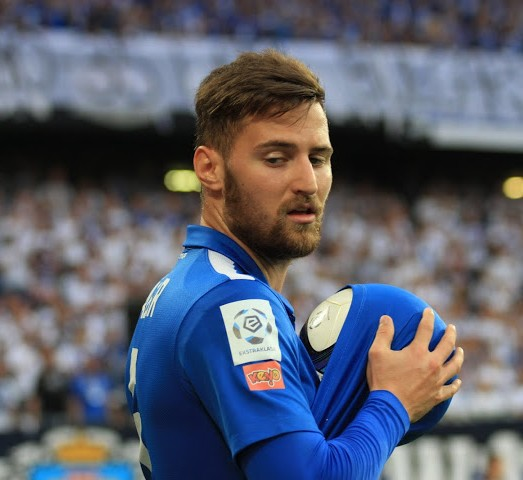
Kádár a Lech Poznańban, 2015

2015. február 22-én mutatkozott be új csapatában, a 65. percben cserélték be a Ruch Chorzów elleni bajnokin (2–1).
„Nagyon örülök, hogy debütáltam az együttesben. Alig vártam, hogy hazai pályán játsszak a saját szurkolóink előtt. Kissé különleges élmény volt számomra, hiszen nem a saját posztomon játszottam, az edző védekező középpályásként számított rám, de mindent megteszek a csapatért. Ha támadót akarnak velem játszatni, akkor csatár leszek.”
Március 3-án a másodosztályú Znicz Pruszków elleni kupameccsen először kapott szerepet a kezdőcsapatban. A mérkőzést végigjátszotta, a Poznań 5–1-re győzött. A Lech nagyszerűen szerepelt, a bajnokságban második helyen állt a listavezető Legia Varsó mögött, míg a kupában bejutottak a döntőbe. Ott a Legiával mérkőztek, azonban 2–1-es vereséget szenvedtek, Kádár a fináléban nem lépett pályára. A bajnokságban sikerült javítani, visszavágtak a Varsónak is (2–1), majd nagy hajrát bemutatva megnyerték a klub fennállásának hetedik bajnoki címét. Az új szezon a Szuperkupáért vívandó mérkőzéssel kezdődött, az ellenfél ezúttal is a Legia volt, ekkor már Nikolics Nemanjával a soraiban. Végül a bajnok Poznań, Kádárral a kezdőcsapatban 3–1-es győzelmet aratott, így újabb trófeát gyűjtöttek be.
A lengyel klub a Bajnokok Ligája selejtezőjében is indult, ott először búcsúztatta a bosnyák FK Sarajevo csapatát, a svájci FC Basel azonban már erős ellenfélnek bizonyult. A hazai 3–1-es vereséget követően a sajtóban erősen kritizálták a csapatot, köztük Kádárt is, akit edzője védelmébe vett, mondván csapata egyik legjobbja a magyar hátvéd. Az Európa-ligában folytathatták, ott pedig a magyar bajnok Videotont búcsúztatva jutottak a csoportkörbe. Miközben a bajnokságban akadozott a csapat játéka, a nemzetközi porondon jól szerepeltek, legyőzték többek közt az olasz Fiorentinát is, Kádár pedig az új edző, Jan Urban bizalmát is élvezte.
A továbbjutás végül nem sikerült a csoportból, a bajnokságban azonban kezdett egyre jobban teljesíteni a csapat, az őszi szezont az ötödik helyen zárták. Piotr Rutkowski, a klub elnöke a tavaszi idény előtt dicsérte a magyar védő teljesítményét, kiemelve, hogy kulcsjátékosa a Lechnek.
A Lengyel kupa döntőjébe ismét sikerült bejutnia a poznańiaknak, és újra a Legia Varsó volt az ellenfél. A Nikolics Nemanjával felálló Legia végül 1–0-ra győzött, Kádár végigjátszotta a finálét. A nyári Európa-bajnokság után több komoly kérő neve is felmerült Kádárral kapcsolatban, sajtóhírek szerint szerződtette volna a Bologna FC, a Lokomotyiv Moszkva és a Palermo is, azonban végül maradt a Lech Poznań játékosa. Az új szezon kezdetén is alapembere volt a lengyel csapatnak a Kádi becenévre hallgató centerhalf, klubjának azonban nem ment a bajnokságban, több nem várt eredmény is becsúszott a Lechnek. Az őszi idény végén ismét felerősödtek a pletykák, miszerint Kádár elhagyja a lengyel bajnokságot, ezúttal az angol bajnok Leicester City és az ukrán Dinamo Kijev érdeklődéséről lehetett hallani.

#### Dinamo Kijev
Hosszas huzavona után 2017 februárjában orvosi vizsgálatra utazott az ukrán rekordbajnok Dinamo Kijivhez. Miután a Lech – amelynek színeiben 74 tétmérkőzésen lépett pályára – és a Dinamo megegyeztek egymással, Kádár  négyéves szerződést írt alá új csapatához.
Nagyon elégedett vagyok, hogy a Dinamo Kijev játékosa lehetek. A két klub közötti tárgyalások hónapokig tartottak, hosszú ideje vártam már erre a pillanatra, de végül megérkeztem. Boldog vagyok, hogy ilyen nagy múltú egyesülethez szerződtem. A magyar, a lengyel és az ukrán bajnokságot egyelőre nem tudom összehasonlítani, mert utóbbiban még nem játszottam, de az biztos, hogy Magyarországon és Lengyelországban egyik csapat sem képvisel olyan szintet, mint a Dinamo
Első tétmérkőzését új csapatában március 4-én az Olimpik Doneck ellen játszotta hazai pályán. Kádár a kezdőcsapatban kapott lehetőséget Szerhij Rebrov vezetőedzőtől és végigjátszotta az 1–0-ra megnyert bajnokit. Új csapatában első gólját a másodosztályú Mikolajiv ellen szerezte a kupa elődöntőjében. Egy szöglet után látványosan ollózott a kapuba. Ezt a gólját az év végén a Nemzeti Sport szavazásán az év góljának választották. A Dinamo 4–0-ra nyert, ezzel bejutott az Ukrán Kupa döntőjébe. Ott a nagy rivális Sahtar Doneck volt az ellenfél május 17-én a Metaliszt stadionban. Kádár a kezdőben kapott helyet és a 84. percben cserélték le, a kupát pedig a Sahtar nyerte meg Marlos góljával.
A következő szezonban is csapata védelmének alapemberének számított, 2018. március 13-án bekerült az ukrán bajnokság aktuális fordulójának álomcsapatába is, a Dinamo Kijiv pedig az Európa-ligában a görög AÉK csapatát kiejtetve bejutott a legjobb tizenhat csapat közé. 2018. március 15-én, a Lazio elleni Európa-liga nyolcaddöntős visszavágó-mérkőzésen súlyos combsérülést szenvedett, a 45. percben le is kellett cserélni. Csapata  4–2-es összesítéssel búcsúzott a kupától. Közel kéthónapos kihagyást követően, május 3-án a klubja U21-es csapatában játszott újra tétmérkőzést. 
A 2017-18-as szezonban újra bejutott csapatával az Ukrán Kupa döntőjébe, de ezúttal is a Sahtar Doneck nyerte a trófeát, miután 2–0-ra megnyerték a találkozót. Kádár kezdőként végigjátszotta a mérkőzést.
A nyári átigazolási szezonban felvetődött, hogy Kádárt az orosz Zenyit szerződtetné. Július 21-én, a Sahtar elleni Szuperkupa-mérkőzésen Kádár végig a pályán volt, a Dinamo pedig 1–0-ra megnyerte a mérkőzést és így a trófeát. A 2018-2019-es bajnokság harmadik fordulójában a Dinamo újra legyőzte a Sahtart, ugyancsak 1–0-ra, Kádár végigjátszotta a mérkőzést.
Október 26-án, a Vorszkla Poltava elleni  1–0-ra megnyert bajnokin az 59. percben sárga lapot kapott, ezt követően pedig a játékvezető felé köpött, amiért utólagosan három mérkőzésre szóló eltiltást kapott.
2019. január 17-én szerződését 2023 nyaráig meghosszabbította. Márciusban a válogatott mérkőzésekről kisebb sérülése miatt nem edzhetett, de a következő bajnoki fordulóban már pályára léphetett. A rájátszás 1. fordulójában a Zorja Luhanszk ellen kiállították.
A következő szezon első tétmérkőzését 2019. július 28-án a Dinamo a Sahtar ellen lépett pályára a Szuperkupáért. Kádár kezdőként végigjátszotta a találkozót, csapata 2–1-re nyert. A Dinamo nem kezdte jól a bajnokságot, Kádár azonban alapember volt a csapatban, az első tíz bajnokin kilenc alkalommal kezdőként kapott lehetőséget. 2019 októberében sajtóértesülések szerint a kínai Hopej China Fortune érdeklődött utána. A hónap közepén izomsérülést szenvedett, ezért több mérkőzést is ki kellett hagynia. November 24-én tért vissza a csapatba, a bajnokság 15. fordulójában 100. tétmérkőzését játszotta a Dinamo színeiben a Mariupol ellen 3–0-ra megnyert bajnokin. 2020 februárjában kikerült az első csapat keretéből és az ifjúsági csapathoz irányították. Mint kiderült, a téli felkészülés során a klub edzőtáborában szóváltásba keveredett a csapat edzőjével, Olekszij Mihajlicsenkóval. Sajtóhírek szerint az orosz Gyinamo Moszkva és egy meg nem nevezett kínai csapat is szerződtette volna, utóbbi átigazolás a koronavírus-járvány miatt nem valósult meg. Végül február 28-án a Santung Lüneng csapatához igazolt.

#### Santung Lüneng
A koronavírus-járvány miatt 2020 júliusában kezdődő bajnokságban a 2. fordulóban mutatkozott be új csapatában. Csereként állt be a Csiangszu Szuning elleni 0–0-s bajnokin a 67. percben, majd  a 70. percben egy rossz ütemű becsúszást követően kiállították. A Santung a baniokság alapszakaszában a harmadik helyen végzett, majd a rájátszásban az 5. helyet szerezte meg, miután a helyosztó párharcban legyőzte a Csungcsing Lifan együttesét. Kádár a bajnokság során 15 bajnoki mérkőzésen lépett pályára. Csapatával kupagyőzelmet ünnepelhetett a szezon végén.
A 2021-es szezonra a szintén élvonalbeli Tiencsin Tigerhez került kölcsönbe. A szezon első fordulójában a kezdőcsapatban kapott helyet a Sanghaj Port ellen, amely 6–1-re győzött a Tiencsin otthonában. Július 22-én, a bajnokság 6. fordulójában a Sanghaj Senhua ellen 3–1-re elveszített mérkőzésen a 87. percben kiállították.

#### Újpest
2022. február 10-én jelentették be, hogy az Újpest csapatába igazolt. Sok eredményt azonban itt nem tudott elérni, összeveszett Miloš Kruščić vezetőedzővel, az edző a tartalékcsapatba száműzte.

#### Paks
2022. július 14-én jelentették be, hogy a Paksi FC csapatába igazolt. Egy szezont játszott az Atomvárosban, ahol 28 bajnoki mérkőzésen lépett pályára.

#### MTK Budapest
2023. június 15-én hivatalossá vált, hogy az MTK Budapest csapatában folytatja pályafutását.

### A válogatottban
2006 augusztusában meghívást kapott az U17-es válogatottba. Felkészülésként a csapat – Szokolai László irányításával – Lengyelországban egy nemzetközi ifjúsági labdarúgó tornán vett részt.
A következő út már Örményországba vezetett, az Európa-bajnoki selejtezőcsoport színhelyére.
A csapat egy hétig tartózkodott ott, és megelőzve Bulgária, Skócia és Örményország korosztályos válogatottját, csoportelsőként jutott tovább a második selejtező fordulóra, amely március végén került megrendezésre Franciaországban.
A franciaországi forduló előtti edzőmérkőzéseken kétszer-kétszer Horvátország és Szlovénia ellen lépett pályára a magyar válogatott. Mind a négy mérkőzés 1–0-s eredményt hozott. A horvátok ellen kétszer vesztett, de a szlovénokat – egyszer Kádár góljával – mindkétszer megverte a nemzeti csapatunk.
Franciaországban ellenfélként a házigazdákat, Norvégiát és Finnországot kapta magyar csapat. Itt a csoport 2. helyét szerezték meg, így a csapat nem jutott ki a belgiumi Eb-re.
2007 májusában már az U-21-es válogatott csapatába hívta meg Róth Antal szövetségi edző. A Fehéroroszország és a Lettország elleni Eb-selejtezőkön még csak kispadosként, illetve tartalékként vett részt.
2007 szeptemberében Sisa Tibor szövetségi edző meghívta az U-19-es válogatottba. A csapat az Európa-bajnoki selejtezőket megelőzően Szerbiában vett rész a rangos Vilotics tornán, ahonnan aranyéremmel érkeztek haza, miután az elődöntőkben legyőzték Bulgária és Izrael csapatát, majd a döntőben gól nélküli döntetlen után, 11-esekkel sikerült Szerbia korosztályos válogatottja fölé kerekedni.
2007 októberében kerültek megrendezésre a selejtezőmérkőzések. Mindhárom mérkőzésen kezdett és végig pályán volt. A magyaroknak Wales, Svájc és Kazahsztán együttesét is sikerült legyőzni, így csoportelsőként továbbjutottak.
2008. május 12-én hívták be először a felnőtt válogatottba, de akkor még nem lépett pályára.
2010. november 17-én bemutatkozott a felnőttek között a Litván válogatott ellen. Részt vett a 2016-os labdarúgó-Európa-bajnokságon, ahol a negyeddöntőbe jutó válogatott három mérkőzésén lépett pályára, és az egyik legjobb teljesítményt nyújtotta a magyar csapat tagjai közül.
Első válogatott gólját a lettek ellen szerezte 2017. augusztus 31-én a Groupama Arénában 3-1-re megnyert Európa-bajnoki selejtezőn. 2017. november 14-én a Costa Rica ellen 1-0-ra megnyert barátságos találkozón csapatkapitányként szerepelt.

## Családja
Édesanyja, Kádárné Hegedűs Veronika fia egyik legnagyobb szurkolója, Tamás pályafutását a kezdetek óta támogatja, és szinte minden mérkőzésén jelen van. A katonaként dolgozó asszony – aki hobbi szinten néptáncol – a 2016-os Európa-bajnokság ideje alatt országos népszerűségre tett szert. A magyar válogatott mérkőzéseit a helyszínen szurkolta végig, megesett, hogy magyar népi viseletben. Marseille-ben az egyik futballultra letérdelt elé, így mondva köszönetet, hogy ilyen nagyszerű játékost nevelt fel a magyar futball számára, míg több szurkolói csoport „Kádár anyu! Kádár anyu!” rigmussal éltette.

## Tetoválások
Kádár, miután Lengyelországba szerződött, a szurkolók között a Rossz fiú becenevet kapta, mert szerintük hasonlít Jesse Pinkmanre, a Breaking Bad című sorozatból. Miután klubja eltiltotta a motorozástól, Tamás egy másik szenvedélyének, a tetoválások gyűjtésének kezdett hódolni.

## Statisztika

### Klubcsapatokban
2025. augusztus 17-i állapot szerint.
| Klub              | Szezon         | Bajnokság            | Bajnokság | Bajnokság | Kupa  | Kupa  | Ligakupa | Ligakupa | Nemzetközi | Nemzetközi | Egyéb | Egyéb | Összesen | Összesen |
| Klub              | Szezon         | Liga                 | Mérk.     | Gólok     | Mérk. | Gólok | Mérk.    | Gólok    | Mérk.      | Gólok      | Mérk. | Gólok | Mérk.    | Gólok    |
| ----------------- | -------------- | -------------------- | --------- | --------- | ----- | ----- | -------- | -------- | ---------- | ---------- | ----- | ----- | -------- | -------- |
| Zalaegerszegi TE  | 2006–07        | NB I                 | 5         | 0         | 3     | 0     | —        | —        | —          | —          | —     | —     | 8        | 0        |
| Zalaegerszegi TE  | 2007–08        | NB I                 | 9         | 1         | —     | —     | 4        | 0        | 2          | 0          | —     | —     | 15       | 1        |
| Zalaegerszegi TE  | Összesen       | Összesen             | 14        | 1         | 3     | 0     | 4        | 0        | 2          | 0          | —     | —     | 23       | 1        |
| Newcastle United  | 2007–08        | Premier League       | —         | —         | —     | —     | —        | —        | —          | —          | —     | —     | 0        | 0        |
| Newcastle United  | 2008–09        | Premier League       | —         | —         | —     | —     | —        | —        | —          | —          | —     | —     | 0        | 0        |
| Newcastle United  | 2009–10        | EFL Championship     | 13        | 0         | 2     | 0     | 1        | 0        | —          | —          | —     | —     | 16       | 0        |
| Newcastle United  | 2010–11        | Premier League       | —         | —         | —     | —     | 2        | 0        | —          | —          | —     | —     | 2        | 0        |
| Newcastle United  | 2011–12        | Premier League       | —         | —         | —     | —     | —        | —        | —          | —          | —     | —     | 0        | 0        |
| Newcastle United  | Összesen       | Összesen             | 13        | 0         | 2     | 0     | 3        | 0        | —          | —          | —     | —     | 18       | 0        |
| Huddersfield Town | 2010–11        | EFL League One       | 2         | 0         | —     | —     | —        | —        | —          | —          | —     | —     | 2        | 0        |
| Huddersfield Town | Összesen       | Összesen             | 2         | 0         | —     | —     | —        | —        | —          | —          | —     | —     | 2        | 0        |
| Roda              | 2012–13        | Eredivisie           | 11        | 0         | 1     | 0     | —        | —        | —          | —          | —     | —     | 12       | 0        |
| Roda              | Összesen       | Összesen             | 11        | 0         | 1     | 0     | —        | —        | —          | —          | —     | —     | 12       | 0        |
| Diósgyőri VTK     | 2012–13        | NB I                 | 13        | 1         | —     | —     | —        | —        | —          | —          | —     | —     | 13       | 1        |
| Diósgyőri VTK     | 2013–14        | NB I                 | 24        | 1         | 8     | 0     | 5        | 0        | —          | —          | —     | —     | 37       | 1        |
| Diósgyőri VTK     | 2014–15        | NB I                 | 16        | 0         | —     | —     | 1        | 0        | 6          | 0          | —     | —     | 23       | 0        |
| Diósgyőri VTK     | Összesen       | Összesen             | 53        | 2         | 8     | 0     | 6        | 0        | 6          | 0          | —     | —     | 73       | 2        |
| Lech Poznań       | 2014–15        | Ekstraklasa          | 9         | 0         | 3     | 0     | —        | —        | —          | —          | –     | –     | 12       | 0        |
| Lech Poznań       | 2015–16        | Ekstraklasa          | 29        | 0         | 4     | 0     | —        | —        | 10         | 0          | 1     | 0     | 44       | 0        |
| Lech Poznań       | 2016–17        | Ekstraklasa          | 17        | 0         | 2     | 0     | —        | —        | —          | —          | —     | —     | 19       | 0        |
| Lech Poznań       | Összesen       | Összesen             | 55        | 0         | 9     | 0     | —        | —        | 10         | 0          | 1     | 0     | 75       | 0        |
| Dinamo Kijev      | 2016–17        | Ukrán Premier League | 10        | 0         | 3     | 1     | —        | —        | —          | —          | —     | —     | 13       | 1        |
| Dinamo Kijev      | 2017–18        | Ukrán Premier League | 21        | 0         | 2     | 0     | —        | —        | 13         | 0          | —     | —     | 36       | 0        |
| Dinamo Kijev      | 2018–19        | Ukrán Premier League | 22        | 0         | 1     | 0     | —        | —        | 11         | 0          | 1     | 0     | 35       | 0        |
| Dinamo Kijev      | 2019–20        | Ukrán Premier League | 13        | 0         | —     | —     | —        | —        | 6          | 0          | 1     | 0     | 20       | 0        |
| Dinamo Kijev      | Összesen       | Összesen             | 66        | 0         | 6     | 1     | —        | —        | 30         | 0          | 2     | 0     | 104      | 1        |
| Santung Lüneng    | 2020           | Kínai Szuperliga     | 15        | 0         | 1     | 0     | —        | —        | —          | —          | —     | —     | 16       | 0        |
| Santung Lüneng    | Összesen       | Összesen             | 15        | 0         | 1     | 0     | —        | —        | —          | —          | —     | —     | 16       | 0        |
| Tiencsin Tiger    | 2021           | Kínai Szuperliga     | 16        | 0         | —     | —     | —        | —        | —          | —          | —     | —     | 16       | 0        |
| Tiencsin Tiger    | Összesen       | Összesen             | 16        | 0         | —     | —     | —        | —        | —          | —          | —     | —     | 16       | 0        |
| Újpest            | 2021–22        | NB I                 | 2         | 0         | 1     | 0     | —        | —        | —          | —          | —     | —     | 3        | 0        |
| Újpest            | Összesen       | Összesen             | 2         | 0         | 1     | 0     | —        | —        | —          | —          | —     | —     | 3        | 0        |
| Paks              | 2022–23        | NB I                 | 28        | 0         | 2     | 0     | —        | —        | —          | —          | —     | —     | 30       | 0        |
| Paks              | Összesen       | Összesen             | 28        | 0         | 2     | 0     | —        | —        | —          | —          | —     | —     | 30       | 0        |
| MTK Budapest      | 2023–24        | NB I                 | 30        | 0         | 3     | 0     | —        | —        | —          | —          | —     | —     | 33       | 0        |
| MTK Budapest      | 2024–25        | NB I                 | 26        | 1         | 4     | 0     | —        | —        | —          | —          | —     | —     | 30       | 1        |
| MTK Budapest      | 2025–26        | NB I                 | 4         | 0         | 0     | 0     | —        | —        | —          | —          | —     | —     | 4        | 0        |
| MTK Budapest      | Összesen       | Összesen             | 60        | 1         | 7     | 0     | —        | —        | —          | —          | —     | —     | 67       | 1        |
| Teljes karrier    | Teljes karrier | Teljes karrier       | 335       | 4         | 40    | 1     | 13       | 0        | 48         | 0          | 3     | 0     | 439      | 5        |

### Válogatottban
| Magyarország | Magyarország | Magyarország |
| Év           | Mérk.        | Gólok        |
| ------------ | ------------ | ------------ |
| 2010         | 1            | 0            |
| 2011         | 1            | 0            |
| 2012         | 5            | 0            |
| 2013         | 8            | 0            |
| 2014         | 5            | 0            |
| 2015         | 8            | 0            |
| 2016         | 9            | 0            |
| 2017         | 8            | 1            |
| 2018         | 8            | 0            |
| 2019         | 4            | 0            |
| Összesen     | 57           | 1            |

### Mérkőzései a válogatottban
| Magyarország | Magyarország         | Magyarország                              | Magyarország     | Magyarország | Magyarország     | Magyarország    | Magyarország | Magyarország |
| #            | Dátum                | Helyszín                                  | Hazai            | Eredmény     | Vendég           | Kiírás          | Gólok        | Esemény      |
| ------------ | -------------------- | ----------------------------------------- | ---------------- | ------------ | ---------------- | --------------- | ------------ | ------------ |
| 1.           | 2010. november 17.   | Székesfehérvár, Sóstói Stadion            | Magyarország     | 2 – 0        | Litvánia         | barátságos      | -            | a szünetben  |
| 2.           | 2011. november 11.   | Budapest, Puskás Ferenc Stadion           | Magyarország     | 5 – 0        | Liechtenstein    | barátságos      | -            |              |
| 3.           | 2012. február 29.    | Győr, ETO Park                            | Magyarország     | 1 – 1        | Bulgária         | barátságos      | -            | 33'          |
| 4.           | 2012. június 4.      | Budapest, Puskás Ferenc Stadion           | Magyarország     | 0 – 0        | Írország         | barátságos      | -            | 70'          |
| 5.           | 2012. október 12.    | Tallinn, A. Le Coq Aréna                  | Észtország       | 0 – 1        | Magyarország     | vb-selejtező    | -            |              |
| 6.           | 2012. október 16.    | Budapest, Puskás Ferenc Stadion           | Magyarország     | 3 – 1        | Törökország      | vb-selejtező    | -            |              |
| 7.           | 2012. november 14.   | Budapest, Puskás Ferenc Stadion           | Magyarország     | 0 – 2        | Norvégia         | barátságos      | -            |              |
| 8.           | 2013. február 6.     | Belek, Bellis Sports Center (TUR)         | Fehéroroszország | 1 – 1        | Magyarország     | barátságos      | -            |              |
| 9.           | 2013. március 22.    | Budapest, Puskás Ferenc Stadion           | Magyarország     | 2 – 2        | Románia          | vb-selejtező    | -            |              |
| 10.          | 2013. március 26.    | Isztambul, Şükrü Saracoğlu Stadion        | Törökország      | 1 – 1        | Magyarország     | vb-selejtező    | -            |              |
| 11.          | 2013. június 6.      | Győr, ETO Park                            | Magyarország     | 1 – 0        | Kuvait           | barátságos      | -            |              |
| 12.          | 2013. augusztus 14.  | Budapest, Puskás Ferenc Stadion           | Magyarország     | 1 – 1        | Csehország       | barátságos      | -            |              |
| 13.          | 2013. szeptember 6.  | Bukarest, Nemzeti Stadion                 | Románia          | 3 – 0        | Magyarország     | vb-selejtező    | -            |              |
| 14.          | 2013. szeptember 10. | Budapest, Puskás Ferenc Stadion           | Magyarország     | 5 – 1        | Észtország       | vb-selejtező    | -            |              |
| 15.          | 2013. október 11.    | Amszterdam, Amsterdam ArenA               | Hollandia        | 8 – 1        | Magyarország     | vb-selejtező    | -            | a szünetben  |
| 16.          | 2014. március 5.     | Győr, ETO Park                            | Magyarország     | 1 – 2        | Finnország       | barátságos      | -            | 56'          |
| 17.          | 2014. október 11.    | Bukarest, Nemzeti Stadion                 | Románia          | 1 – 1        | Magyarország     | Eb-selejtező    | -            |              |
| 18.          | 2014. október 14.    | Tórshavn, Tórsvøllur Stadion              | Feröer           | 0 – 1        | Magyarország     | Eb-selejtező    | -            |              |
| 19.          | 2014. november 14.   | Budapest, Groupama Aréna                  | Magyarország     | 1 – 0        | Finnország       | Eb-selejtező    | -            |              |
| 20.          | 2014. november 18.   | Budapest, Groupama Aréna                  | Magyarország     | 1 – 2        | Oroszország      | barátságos      | -            |              |
| 21.          | 2015. március 29.    | Budapest, Groupama Aréna                  | Magyarország     | 0 – 0        | Görögország      | Eb-selejtező    | -            |              |
| 22.          | 2015. június 13.     | Helsinki, Olimpiai Stadion                | Finnország       | 0 – 1        | Magyarország     | Eb-selejtező    | -            |              |
| 23.          | 2015. szeptember 4.  | Budapest, Groupama Aréna                  | Magyarország     | 0 – 0        | Románia          | Eb-selejtező    | -            |              |
| 24.          | 2015. szeptember 7.  | Belfast, Windsor Park                     | Észak-Írország   | 1 – 1        | Magyarország     | Eb-selejtező    | -            |              |
| 25.          | 2015. október 8.     | Budapest, Groupama Aréna                  | Magyarország     | 2 – 1        | Feröer           | Eb-selejtező    | -            |              |
| 26.          | 2015. október 11.    | Pireusz, Karaiszkákisz Stadion            | Görögország      | 4 – 3        | Magyarország     | Eb-selejtező    | -            |              |
| 27.          | 2015. november 12.   | Oslo, Ullevaal Stadion                    | Norvégia         | 0 – 1        | Magyarország     | Eb-selejtező    | -            | 34'          |
| 28.          | 2015. november 15.   | Budapest, Groupama Aréna                  | Magyarország     | 2 – 1        | Norvégia         | Eb-selejtező    | -            |              |
| 29.          | 2016. május 20.      | Budapest, Groupama Aréna                  | Magyarország     | 0 – 0        | Elefántcsontpart | barátságos      | -            |              |
| 30.          | 2016. június 4.      | Gelsenkirchen, Veltins-Arena              | Németország      | 2 – 0        | Magyarország     | barátságos      | -            |              |
| 31.          | 2016. június 14.     | Bordeaux, Stade Bordeaux-Atlantique (FRA) | Ausztria         | 0 – 2        | Magyarország     | Eb-csoportkör   | -            |              |
| 32.          | 2016. június 18.     | Marseille, Stade Vélodrome (FRA)          | Izland           | 1 – 1        | Magyarország     | Eb-csoportkör   | -            | 81'          |
| 33.          | 2016. június 26.     | Toulouse, Stadium de Toulouse (FRA)       | Magyarország     | 0 – 4        | Belgium          | Eb-nyolcaddöntő | -            | 34'          |
| 34.          | 2016. szeptember 6.  | Tórshavn, Tórsvøllur Stadion              | Feröer           | 0 – 0        | Magyarország     | vb-selejtező    | -            | 11'          |
| 35.          | 2016. október 7.     | Budapest, Groupama Aréna                  | Magyarország     | 2 – 3        | Svájc            | vb-selejtező    | -            |              |
| 36.          | 2016. október 10.    | Riga, Skonto stadion                      | Lettország       | 0 – 2        | Magyarország     | vb-selejtező    | -            | 15'          |
| 37.          | 2016. november 15.   | Budapest, Groupama Aréna                  | Magyarország     | 0 – 2        | Svédország       | barátságos      | -            |              |
| 38.          | 2017. március 25.    | Lisszabon, Estádio da Luz                 | Portugália       | 3 – 0        | Magyarország     | vb-selejtező    | -            | 83'          |
| 39.          | 2017. június 5.      | Budapest, Groupama Aréna                  | Magyarország     | 0 – 3        | Oroszország      | barátságos      | -            | a szünetben  |
| 40.          | 2017. augusztus 31.  | Budapest, Groupama Aréna                  | Magyarország     | 3 – 1        | Lettország       | vb-selejtező    | 1            | 6'           |
| 41.          | 2017. szeptember 3.  | Budapest, Groupama Aréna                  | Magyarország     | 0 – 1        | Portugália       | vb-selejtező    | -            |              |
| 42.          | 2017. október 7.     | Bázel, St. Jakob-Park                     | Svájc            | 5 – 2        | Magyarország     | vb-selejtező    | -            |              |
| 43.          | 2017. október 10.    | Budapest, Groupama Aréna                  | Magyarország     | 1 – 0        | Feröer           | vb-selejtező    | -            |              |
| 44.          | 2017. november 9.    | Luxembourg, Stade Josy Barthel            | Luxemburg        | 2 – 1        | Magyarország     | barátságos      | -            |              |
| 45.          | 2017. november 14.   | Budapest, Groupama Aréna                  | Magyarország     | 1 – 0        | Costa Rica       | barátságos      | -            |              |
| 46.          | 2018. június 6.      | Breszt, Regionaler Sportkomplex Brest     | Fehéroroszország | 1 – 1        | Magyarország     | barátságos      | -            |              |
| 47.          | 2018. június 9.      | Budapest, Groupama Aréna                  | Magyarország     | 1 – 2        | Ausztrália       | barátságos      | -            | 90+2'        |
| 48.          | 2018. szeptember 8.  | Tampere, Tampere Stadion                  | Finnország       | 1 – 0        | Magyarország     | Nemzetek Ligája | -            | 68'          |
| 49.          | 2018. szeptember 11. | Budapest, Groupama Aréna                  | Magyarország     | 2 – 1        | Görögország      | Nemzetek Ligája | -            |              |
| 50.          | 2018. október 12.    | Athén, Olimpiai Stadion                   | Görögország      | 1 – 0        | Magyarország     | Nemzetek Ligája | -            |              |
| 51.          | 2018. október 15.    | Tallinn, A. Le Coq Aréna                  | Észtország       | 3 – 3        | Magyarország     | Nemzetek Ligája | -            |              |
| 52.          | 2018. november 15.   | Budapest, Groupama Aréna                  | Magyarország     | 2 – 0        | Észtország       | Nemzetek Ligája | -            |              |
| 53.          | 2018. november 18.   | Budapest, Groupama Aréna                  | Magyarország     | 2 – 0        | Finnország       | Nemzetek Ligája | -            | a szünetben  |
| 54.          | 2019. március 21.    | Nagyszombat, Anton Malatinský Stadion     | Szlovákia        | 2 – 0        | Magyarország     | Eb-selejtező    | -            |              |
| 55.          | 2019. március 24.    | Budapest, Groupama Aréna                  | Magyarország     | 2 – 1        | Horvátország     | Eb-selejtező    | -            |              |
| 56.          | 2019. szeptember 9.  | Budapest, Groupama Aréna                  | Magyarország     | 1 – 2        | Szlovákia        | Eb-selejtező    | -            |              |
| 57.          | 2019. október 10.    | Split, Poljud Stadion                     | Horvátország     | 3 – 0        | Magyarország     | Eb-selejtező    | -            | a szünetben  |
|              | Összesen             |                                           |                  | 57           | mérkőzés         |                 | 1            | gól          |

## Sikerei, díjai
Zalaegerszegi TE
- Magyar bajnoki bronzérmes: 2006

 Newcastle United FC
- Angol másodosztályú bajnok: 2010

 Diósgyőri VTK
- Ligakupa-győztes: 2014
- Magyar Kupa-döntős: 2014

 KKS Lech Poznań
- Lengyel bajnok: 2014–15
- Lengyel szuperkupa-győztes: 2015
- Lengyel kupa-döntős: 2016

 FK Dinamo Kijiv
- Ukrán Kupa-döntős: 2017, 2018
- Ukrán Szuperkupa-győztes: 2018, 2019

 Santung Lüneng
- Kínai Kupa-győztes: 2020[88]

### A válogatottal
Magyarország
- Európa-bajnokság-nyolcaddöntő: 2016